# Ембу (Бразил)
Ембу (порт. Embu) град је у Бразилу у савезној држави Сао Пауло. Према процени из 2007. у граду је живело 237.318 становника.

## Становништво
Према процени из 2007. у граду је живело 237.318 становника.
| 1991.   | 2000.   |
| ------- | ------- |
| 155,990 | 207,663 |

## Партнерски градови
- Хино